# 米尔加·格拉日尼特-蒂拉

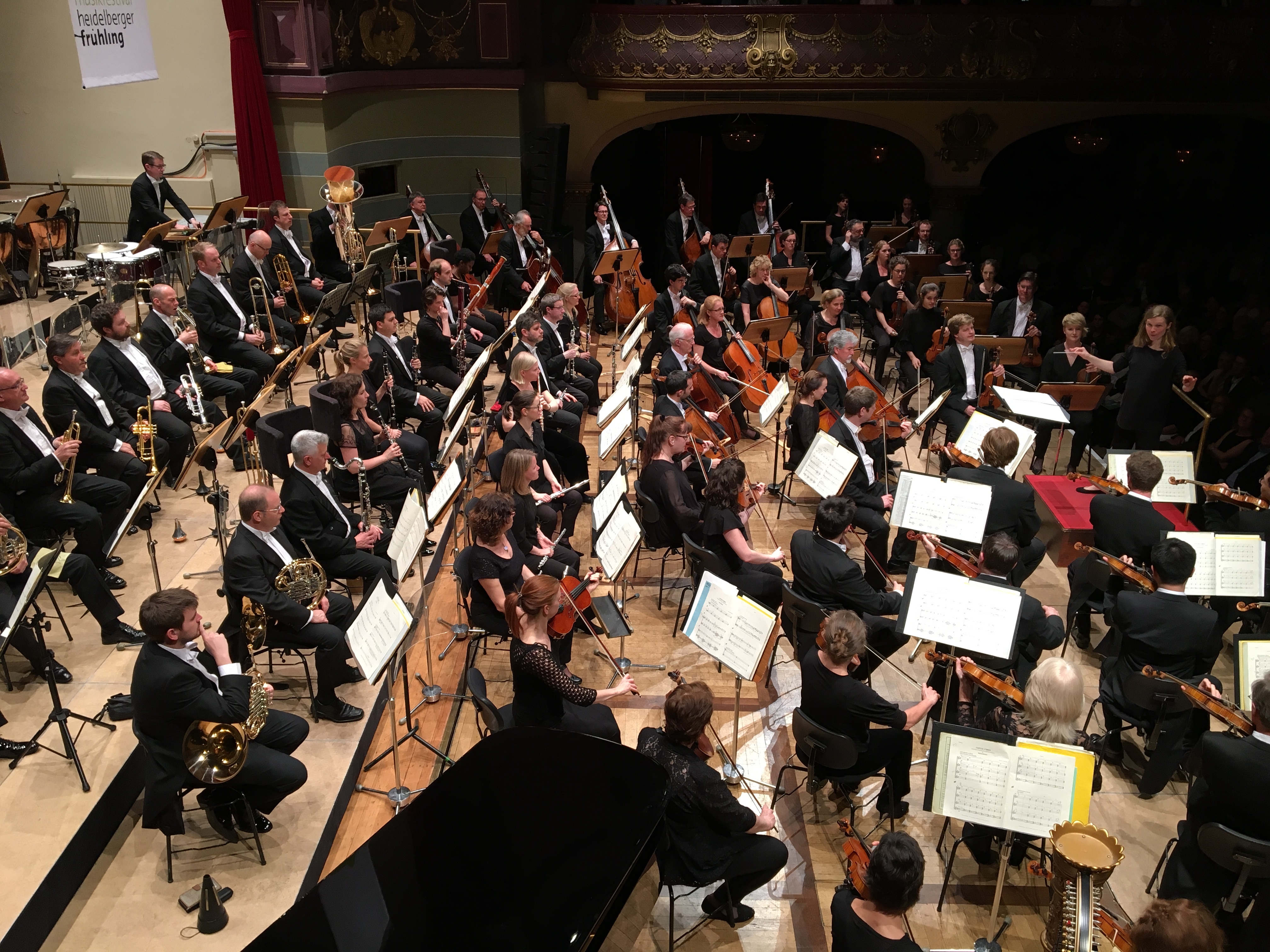
米尔加·格拉日尼特-蒂拉指挥伯明翰市立交响乐团（2017年）

米尔加·格拉日尼特-蒂拉（立陶宛語： （页面存档备份，存于），1986年8月29日—），立陶宛指挥家。 

## 生平
米尔加·格拉日尼特出生于维尔纽斯的一个音乐世家，父亲啟蒙了她的音樂熱情。格拉日尼特在中学学习了法语和艺术，后来转向音乐，在丘尔廖尼斯国家艺术学校学习音乐，成为合唱指挥。 
2004年高中毕业后，格拉日尼特进入格拉茨音乐与表演艺术大学深造管弦乐指挥，曾在博洛尼亚音乐学院、莱比锡音乐学院、苏黎世艺术学院等地访学，在赫伯特·布隆斯泰特、大卫·津曼、库尔特·马苏尔等指挥家的大师课上学习，不久成为后者在法国国家管弦乐团的助理。2010年，格拉日尼特在奥斯纳布吕克歌剧院首次登台，指挥了歌剧《茶花女》，后来在海德堡、伯尔尼、萨尔茨堡等地工作。2014年起，格拉日尼特担任洛杉矶爱乐乐团的助理指挥。 
2016年9月，格拉日尼特成为伯明翰市立交响乐团音乐总监，是该乐团史上第一位女性音乐总监。2021年1月，她宣布将在2021-22乐季结束时卸任音乐总监一职，并继续担任首席客座指挥。 

## 录音
2019年，格拉日尼特与德意志留声机（DG）签约，成为首位与该厂牌签订长期合同的女指挥家。她与伯明翰市立交响乐团录制的魏因伯格第2、21号交响曲唱片于同年5月发行，并获得2020年留声机奖年度录音、2020年Opus Klassik奖年度指挥等奖项。

## 個人生活

### 家庭
格拉日尼特的父亲罗穆阿达斯·格拉日尼斯是合唱指挥，同时在立陶宛音乐与戏剧学院任教。母亲西古特·格拉日尼内（Sigutė Gražinienė）是钢琴家，祖母贝阿塔·瓦西利奥斯凯特-什米德蒂内（Beata Vasiliauskaitė-Šmidtienė）是立陶宛音乐与戏剧学院的小提琴教授。 